# Lista de prefeitos de Petrópolis
Esta é a lista de prefeitos do município de Petrópolis, estado brasileiro do Rio de Janeiro, a qual compreende todas as pessoas que tomaram posse definitiva da chefia do executivo municipal em Petrópolis e exerceram o cargo como prefeitos titulares, além de prefeitos eleitos cuja posse foi em algum momento prevista pela legislação vigente. Prefeitos em exercício que substituíram temporariamente o titular não são considerados para a numeração mas estão citados em notas, quando aplicável.
O cargo de prefeito no Brasil, foi criado em 11 de abril de 1835, pela assembleia provincial paulista, em reação aos amplos poderes conferidos pelo Código de Processo Criminal de 1832 às câmaras municipais. Seguiram o exemplo paulista seis províncias do nordeste brasileiro (Alagoas, Ceará, Maranhão, Paraíba, Pernambuco e Sergipe).
Sob a vigente ordem constitucional, essa designação é dada ao funcionário público do Poder Executivo municipal, que exerce seu cargo em função de uma legislatura (mandato), sendo para tanto eleito a cada quatro anos, podendo ser reeleito por mais 4 anos (segundo mandato).
Funções
O poder executivo municipal chefia a administração e comanda os serviços públicos, tendo como comandante o prefeito.
A partir da constituição brasileira de 1934, o cargo de prefeito passou a ser o único, em todo o Brasil, ao qual estão atribuídas as funções de chefe do poder executivo do governo local, em simetria aos chefes dos executivos da União e do estado, portanto, em forma monocrática. Este texto quer dizer que deverá haver harmonia e integração de ação entre as esferas envolvidas sem a intervenção de uma na outra, exceto nos casos previstos na Constituição Federal.
Eleições
O prefeito é eleito por sufrágio universal, secreto, direto, em pleito simultâneo em todo o País, realizado a cada quatro anos, no primeiro domingo de outubro.
E trinta dias após tem lugar o segundo turno, se o eleito em primeiro lugar não atingir 50% dos votos válidos mais um voto, no caso de municípios com mais de duzentos mil eleitores.
Conforme a legislação eleitoral atual no Brasil para tornar-se elegível, exige-se uma série de requisitos;
- Possuir nacionalidade brasileira ou portuguesa (neste caso, o cidadão português deve se encontrar amparado pelo Estatuto de Igualdade entre Portugueses e Brasileiros),
- Título de eleitor em dia e estar em gozo pleno do exercício dos direitos políticos,
- Domicilio eleitoral na circunscrição na qual o candidato se apresenta,
- Filiação partidária,
- Ser alfabetizado (tópico invalidado pela atual constituição brasileira de 1988),
- Desincompatibilização de cargo público — Se ocupa um cargo público deve sair seis meses antes das eleições e voltar caso possa só após seis meses ao pleito eleitoral,
- Renúncia de outro mandado até seis meses antes do pleito e não ser parente afim ou consangüíneo, até segundo grau, ou cônjuge de titular de cargo eletivo; pode, entretanto, ser candidato à reeleição (artigo 14 da Constituição),
- Ter idade mínima de 21 anos.

A Prefeitura Municipal de Petrópolis foi criada por decreto do então governador do Rio de Janeiro, Nilo Peçanha, em 26 de julho de 1916. O prefeito atual é Hingo Hammes, eleito em sufrágio universal e atualmente filiado ao Progressistas.
| N° | Nome                                   | Imagem | Partido               | Início do mandato       | Fim do mandato                          | Observações                                                    | Ref.  |
| -- | -------------------------------------- | ------ | --------------------- | ----------------------- | --------------------------------------- | -------------------------------------------------------------- | ----- |
| 1  | Cândido José Ferreira Martins          |        |                       | 2 de agosto de 1916     | 18 de agosto de 1916                    | Prefeito interino                                              |       |
| 2  | Oswaldo Gonçalves Cruz                 |        |                       | 18 de agosto de 1916    | 31 de janeiro de 1917                   | Prefeito nomeado pelo governador do estado                     |       |
| 3  | José Leopoldo Bulhões Jardim           |        |                       | 1º de fevereiro de 1917 | 1º de maio de 1917                      | Presidente da Câmara Municipal                                 |       |
| 4  | Coronel Domingos de Souza Nogueira     |        |                       | 2 de maio de 1917       | 5 de maio de 1917                       | Prefeito interino                                              |       |
| 5  | Oscar Weinschenck                      |        |                       | 5 de maio de 1917       | 8 de agosto de 1918                     | Prefeito nomeado pelo governador do estado                     |       |
| 6  | Coronel Arthur Alves Barbosa           |        |                       | 8 de agosto de 1918     | 30 de setembro de 1918                  | Vice-presidente da Câmara Municipal                            |       |
| 7  | Oscar Weinschenck                      |        |                       | 30 de setembro de 1918  | 8 de agosto de 1919                     | Prefeito nomeado pelo governador do estado                     |       |
| 8  | Eugênio Lopes Barcelos                 |        |                       | 11 de agosto de 1919    | 30 de setembro de 1919                  | Vice-presidente da Câmara Municipal                            |       |
| 9  | Oscar Weinschenck                      |        |                       | 30 de setembro de 1919  | 6 de março de 1920                      | Prefeito nomeado pelo governador do estado                     |       |
| 10 | Eugênio Lopes Barcelos                 |        |                       | 8 de março de 1920      | 25 de maio de 1920                      | Vice-presidente da Câmara Municipal                            |       |
| 11 | Oscar Weinschenck                      |        |                       | 25 de maio de 1920      | 2 de julho de 1920                      | Prefeito nomeado pelo governador do estado                     |       |
| 12 | José de Barros Franco Júnior           |        |                       | 2 de julho de 1920      | 27 de julho de 1920                     | Presidente da Câmara Municipal                                 |       |
| 13 | Oscar Weinschenck                      |        |                       | 27 de julho de 1920     | 2 de fevereiro de 1921                  | Prefeito nomeado pelo governador do estado                     |       |
| 14 | Eugênio Lopes Barcelos                 |        |                       | 2 de fevereiro de 1921  | 9 de março de 1921                      | Vice-presidente da Câmara Municipal                            |       |
| 15 | Oscar Weinschenck                      |        |                       | 9 de março de 1921      | 30 de agosto de 1921                    | Prefeito nomeado pelo governador do estado                     |       |
| 16 | José de Barros Franco Júnior           |        |                       | 30 de agosto de 1921    | 6 de maio de 1922                       | Presidente da Câmara Municipal                                 |       |
| 17 | Oscar Weinschenck                      |        |                       | 6 de maio de 1922       | 7 de junho de 1922                      | Prefeito nomeado pelo governador do estado                     |       |
| 18 | Eugênio Lopes Barcelos                 |        |                       | 10 de junho de 1922     | 23 de setembro de 1922                  | Vice-presidente da Câmara Municipal                            |       |
| —  | Coronel Arthur Alves Barbosa           |        | —                     | —                       | —                                       | —                                                              |       |
| 19 | José de Barros Franco Júnior           |        |                       | 23 de setembro de 1922  | 31 de janeiro de 1923                   | Prefeito interino - Presidente da Câmara Municipal             |       |
| 20 | Alcindo de Azevedo Sodré               |        |                       | 31 de janeiro de 1923   | 6 de março de 1923                      | Prefeito interino - Vice-presidente da Câmara Municipal        |       |
| 21 | Joaquim Francisco Moreira              |        |                       | 7 de março de 1923      | 22 de agosto de 1923                    |                                                                |       |
| 22 | Oscar de Azevedo Marques               |        |                       | 23 de agosto de 1923    | 16 de abril de 1924                     | Prefeito nomeado pelo interventor federal                      |       |
| 23 | Antônio José Romano Júnior             |        |                       | 16 de abril de 1924     | 10 de agosto de 1924                    | Prefeito nomeado pelo governador do estado                     |       |
| 24 | Oscar de Azevedo Marques               |        |                       | 10 de agosto de 1924    | 1º de setembro de 1924                  | Prefeito interino - Presidente da Câmara Municipal             |       |
| 25 | Joaquim Francisco Moreira              |        |                       | 1º de setembro de 1924  | 1º de setembro de 1924                  |                                                                |       |
| 26 | Oscar de Azevedo Marques               |        |                       | 1º de setembro de 1924  | 1º de janeiro de 1925                   | Presidente da Câmara Municipal                                 |       |
| 27 | Joaquim Francisco Moreira              |        |                       | 2 de janeiro de 1925    | 8 de abril de 1925                      |                                                                |       |
| 28 | Henrique Jorge Rodrigues               |        |                       | 8 de abril de 1925      | 17 de novembro de 1925                  | Presidente da Câmara Municipal                                 |       |
| 29 | Ernesto Crissiúma Filho                |        |                       | 17 de novembro de 1925  | 27 de janeiro de 1926                   | Presidente da Câmara Municipal                                 |       |
| 30 | Joaquim Francisco Moreira              |        |                       | 28 de janeiro de 1926   | 30 de abril de 1926                     |                                                                |       |
| 31 | Francisco de Avelar Figueira de Melo   |        |                       | 30 de abril de 1926     | 10 de janeiro de 1927                   | Presidente da Câmara Municipal                                 |       |
| 32 | Joaquim Francisco Moreira              |        |                       | 10 de janeiro de 1927   | 25 de abril de 1927                     |                                                                |       |
| 33 | Francisco de Avelar Figueira de Melo   |        |                       | 25 de abril de 1927     | 10 de agosto de 1927                    | Presidente da Câmara Municipal                                 |       |
| 34 | Antônio Joaquim de Paula Buarque       |        |                       | 10 de agosto de 1927    | 31 de dezembro de 1929                  |                                                                |       |
| 35 | Ari Barbosa                            |        |                       | 31 de dezembro de 1929  | 24 de outubro de 1930                   |                                                                |       |
| 36 | Coronel Romão Veriano da Silva Pereira |        |                       | 27 de outubro de 1930   | 18 de dezembro de 1930                  | Interventor                                                    |       |
| 37 | Iedo Fiúza                             |        |                       | 19 de dezembro de 1930  | 31 de dezembro de 1934                  | Prefeito nomeado pelo interventor federal                      |       |
| 38 | Stephane Vannier                       |        |                       | 31 de dezembro de 1934  | 4 de janeiro de 1935                    | Prefeito nomeado pelo interventor federal                      |       |
| 39 | José de Carvalho Júnior                |        |                       | 5 de janeiro de 1935    | 13 de fevereiro de 1936                 | Prefeito nomeado pelo interventor federal                      |       |
| 40 | Iedo Fiúza                             |        |                       | 13 de fevereiro de 1936 | 14 de maio de 1936                      | Prefeito nomeado pelo interventor federal                      |       |
| 41 | Nestor Ahrends                         |        |                       | 14 de maio de 1936      | 5 de agosto de 1936                     | Prefeito nomeado pelo governador do estado                     |       |
| 42 | Iedo Fiúza                             |        |                       | 5 de agosto de 1936     | 5 de agosto de 1936                     |                                                                |       |
| 43 | Carlos Magalhães Bastos                |        |                       | 6 de agosto de 1936     | 4 de outubro de 1936                    |                                                                |       |
| 44 | Iedo Fiúza                             |        |                       | 5 de outubro de 1936    | 4 de janeiro de 1938                    |                                                                |       |
| 45 | Mário Aloisio Cardoso de Miranda       |        |                       | 5 de janeiro de 1938    | 20 de dezembro de 1938                  | Prefeito nomeado pelo interventor federal                      |       |
| 46 | Carlos Magalhães Bastos                |        |                       | 21 de dezembro de 1938  | 9 de abril de 1939                      | Prefeito nomeado pelo interventor federal                      |       |
| 47 | Alcindo de Azevedo Sodré               |        |                       | 10 de abril de 1939     | 27 de abril de 1939                     | Prefeito interino                                              |       |
| 48 | Carlos Magalhães Bastos                |        |                       | 28 de abril de 1939     | 2 de abril de 1940                      | Prefeito nomeado pelo interventor federal                      |       |
| 49 | Mário Aloisio Cardoso de Miranda       |        |                       | 2 de abril de 1940      | 30 de abril de 1942                     | Prefeito nomeado pelo interventor federal                      |       |
| 50 | Márcio de Melo Franco Alves            |        |                       | 30 de abril de 1942     | 14 de abril de 1945                     | Prefeito nomeado pelo interventor federal                      |       |
| —  | Mário Ferreira de Castro Chaves        |        |                       | 15 de setembro de 1943  | 20 de outubro de 1943                   | Secretário                                                     |       |
| 51 | Alcindo de Azevedo Sodré               |        |                       | 14 de abril de 1945     | 20 de novembro de 1945                  | Prefeito nomeado pelo interventor federal                      |       |
| 52 | Flávio Castrioto de Figueiredo Melo    |        |                       | 20 de novembro de 1945  | 2 de março de 1946                      | Prefeito nomeado pelo interventor estadual                     |       |
| 53 | Álvaro Correia Bastos Júnior           |        |                       | 2 de março de 1946      | 20 de março de 1947                     | Prefeito nomeado pelo interventor estadual                     |       |
| 54 | Mário Medeiros Pinheiro                |        |                       | 20 de março de 1947     | 11 de outubro de 1947                   | Prefeito nomeado pelo interventor estadual                     |       |
| 55 | Flávio Castrioto de Figueiredo Melo    |        |                       | 11 de outubro de 1947   | 4 de outubro de 1949                    |                                                                |       |
| 56 | Paulo Cordovil Mauriti                 |        |                       | 4 de outubro de 1949    | 26 de outubro de 1949                   | Presidente da Câmara Municipal                                 |       |
| 57 | Flávio Castrioto de Figueiredo Melo    |        |                       | 27 de outubro de 1949   | 23 de janeiro de 1951                   |                                                                |       |
| 58 | Jaime Justo da Silva                   |        |                       | 23 de janeiro de 1951   | 31 de janeiro de 1951                   | Presidente da Câmara Municipal                                 |       |
| 59 | Cordolino José Ambrósio                |        |                       | 31 de janeiro de 1951   | 31 de janeiro de 1955                   |                                                                |       |
| 60 | Flávio Castrioto de Figueiredo Melo    |        |                       | 31 de janeiro de 1955   | 31 de janeiro de 1959                   |                                                                |       |
| 61 | Nelson de Sá Earp                      |        |                       | 31 de janeiro de 1959   | 31 de janeiro de 1963                   |                                                                |       |
| 62 | Flávio Castrioto de Figueiredo Melo    |        |                       | 31 de janeiro de 1963   | 5 de julho de 1966                      |                                                                |       |
| 63 | Rubens de Castro Bomtempo              |        |                       | 5 de julho de 1966      | 21 de julho de 1966                     | Vice-prefeito no cargo de Prefeito                             |       |
| 64 | Fernando Sérgio Aires da Mota          |        |                       | 21 de julho de 1966     | 31 de janeiro de 1967                   | Prefeito nomeado pelo Governo Federal                          |       |
| 65 | Paulo Monteiro Gratacós                |        | MDB                   | 31 de janeiro de 1967   | 20 de outubro de 1969                   |                                                                |       |
| 66 | Paulo José Alves Rattes                |        | MDB                   | 21 de outubro de 1969   | 31 de janeiro de 1971                   | Vice-prefeito no cargo de Prefeito                             |       |
| 67 | João Ézio Caldara                      |        | MDB                   | 31 de janeiro de 1971   | 31 de janeiro de 1973                   |                                                                |       |
| 68 | Paulo José Alves Rattes                |        | MDB                   | 31 de janeiro de 1973   | 31 de janeiro de 1977                   | Prefeito eleito em sufrágio universal                          |       |
| 69 | Jamil Miguel Sabrá                     |        | ARENA/PDS             | 31 de janeiro de 1977   | 31 de janeiro de 1983                   | Prefeito eleito em sufrágio universal com mandato de seis anos |       |
| 70 | Paulo José Alves Rattes                |        | PMDB                  | 31 de janeiro de 1983   | 31 de dezembro de 1988                  | Prefeito eleito em sufrágio universal com mandato de seis anos |       |
| 71 | Paulo Monteiro Gratacós                |        | PMDB                  | 1º de janeiro de 1989   | 31 de dezembro de 1992                  | Prefeito eleito em sufrágio universal                          |       |
| 72 | Sérgio Fadel                           |        | PDT                   | 1º de janeiro de 1993   | 31 de dezembro de 1996                  | Prefeito eleito em sufrágio universal                          |       |
| 73 | Leandro José Mendes Sampaio Fernandes  |        | PSDB                  | 1º de janeiro de 1997   | 31 de dezembro de 2000                  | Prefeito eleito em sufrágio universal                          | [ 3 ] |
| 74 | Rubens José de França Bomtempo         |        | PDT                   | 1º de janeiro de 2001   | 31 de dezembro de 2004                  | Prefeito eleito em sufrágio universal                          | [ 4 ] |
| 74 | Rubens José de França Bomtempo         | PSB    | 1º de janeiro de 2005 | 31 de dezembro de 2008  | Prefeito reeleito em sufrágio universal |                                                                |       |
| 75 | Paulo Mustrangi                        |        | PT                    | 1º de janeiro de 2009   | 31 de dezembro de 2012                  | Prefeito eleito em sufrágio universal                          | [ 5 ] |
| 76 | Rubens José de França Bomtempo         |        | PSB                   | 1º de janeiro de 2013   | 31 de dezembro de 2016                  | Prefeito eleito em sufrágio universal                          |       |
| 77 | Bernardo Chim Rossi                    |        | PMDB                  | 1º de janeiro de 2017   | 31 de dezembro de 2020                  | Prefeito eleito em sufrágio universal                          | [ 6 ] |
| 77 | Bernardo Chim Rossi                    | PL     |                       | 1º de janeiro de 2017   | 31 de dezembro de 2020                  | Prefeito eleito em sufrágio universal                          | [ 6 ] |
| 78 | Hingo Hammes                           |        | DEM                   | 1º de janeiro de 2021   | 16 de novembro de 2021                  | Prefeito interino - Presidente da Câmara Municipal             | [ 7 ] |
| 79 | Rubens José de França Bomtempo         |        | PSB                   | 17 de novembro de 2021  | 31 de dezembro de 2024                  | Prefeito eleito em sufrágio universal                          | [ 8 ] |
| 80 | Hingo Hammes                           |        | PP                    | 1º de janeiro de 2025   | Atual                                   | Prefeito eleito em sufrágio universal                          | [ 9 ] |

Notas
1. ↑  Nilo Peçanha nomeou Oswaldo Cruz em 30 de julho de 1916, mas devido ao estado de saúde precário do cientista, ele só assumiu o posto em 18 de agosto de 1916, pedindo licença do cargo em 31 de janeiro de 1917.
2. ↑  Arthur Alves Barbosa deveria ter sido empossado em 23 de setembro de 1922, após ter vencido a eleição contra Joaquim Moreira. No entanto, este recorreu contra o resultado, assumindo a prefeitura o presidente da Câmara Municipal, José de Barros Franco Júnior. Por fim, o Tribunal da Relação do Estado deu ganho de causa a Joaquim Moreira, que tomou posse diante do Juiz de Direito de Petrópolis em 7 de março de 1923.
3. ↑  Através do Decreto n 1.975, o interventor federal Aurelino Leal dissolveu as Prefeituras e Câmaras Municipais em 22 de agosto de 1923.
4. ↑  Ao se candidatar a vereador, Oscar de Azevedo Marques passou o cargo a Antônio José Romano Júnior.
5. ↑  Por já ser senador da República, Joaquim Moreira tomou posse e, na mesma hora, passou o cargo para o presidente da Câmara Municipal, reassumindo-o nos recessos de seu trabalho no então Distrito Federal (1891).
6. ↑  Ari Barbosa perdeu o cargo como resultado da Revolução de 1930.
7. ↑  Iedo Fiúza pediu exoneração do cargo para candidatar-se à eleição realizada no mesmo ano.
8. ↑  Ocupado com a Direção do Departamento de Estradas e Rodagem, Iedo Fiúza solicitou 60 dias de licença.
9. ↑  Durante o Estado Novo, Iedo Fiúza foi impedido de acumular suas funções como prefeito de Petrópolis e diretor do Departamento de Estradas e Rodagem.
10. ↑  Ao ocupar uma das Secretarias do Estado, Mário Aloisio Cardoso de Miranda deixou a prefeitura.
11. ↑  Durante a gestão de Márcio de Melo Franco Alves, o secretário Mário Ferreira de Castro Chaves respondeu pelo Expediente entre 15 de setembro e 20 de outubro de 1943, de acordo com os Atos e Portarias da época, embora sem ter sido empossado como prefeito.
12. ↑  Com o fim do Estado do Novo, Alcindo Sodré foi substituído por Flávio Castrioto.
13. ↑  O candidato que recebeu mais votos nas eleições municipais de 2020, Rubens José de França Bomtempo, teve a candidatura negada pelo Tribunal Regional Eleitoral, decisão confirmada monocraticamente pelo juiz Sérgio Silveira Banhos, do Tribunal Superior Eleitoral. Enquanto novas eleições municipais não forem realizadas, o Presidente da Câmara Municipal assume interinamente a função de Prefeito.

Legenda
| cor    | significado                                                                |
| verde  | mandatários eleitos por votação direta ou indireta (pela câmara municipal) |
| bege   | mandatários nomeados diretamente pelo governo central                      |
| branco | a classificar                                                              |